# Waco Custom Cabin
La Waco Custom Cabin fue una serie de sesquiplanos de cabina de 4 a 5 asientos monomotores de finales de los años 30, producida por la Waco Aircraft Company de los Estados Unidos. “Custom Cabin” fue una descripción de los aviones propia de Waco que, a pesar de tener pequeñas diferencias, eran todos biplanos recubiertos de tela. 

## Diseño y desarrollo
Casi todos los Waco Custom Cabin estaban propulsados por motores radiales (hay una excepción de fábrica, el MGC-8); el comprador podía especificar casi cualquier motor comercial disponible y Waco construiría un avión propulsado por aquel, de ahí la profusión de designaciones, ya que la primera letra indicaba el motor instalado. Algunos modelos fueron ofrecidos por si acaso alguien quisiera un motor específico, pero no todos fueron construidos. La estructura del fuselaje era la típica de la época, siendo de tubos de acero soldados con larguerillos ligeros de madera para ajustar la forma. Las alas estaban hechas de picea con dos largueros cada una, disponiendo de alerones solo las alas superiores, montados en un larguero falso. Se instalaron flaps divididos en las partes inferiores de las alas superiores, aunque se usaron dos diseños dependiendo del modelo (colocados ambos a media cuerda (OC, UC y QC), o en la posición convencional en el borde de fuga del ala (GC y N). El modelo N era poco usual al ser el único modelo con flaps en las alas inferiores, mientras que el modelo E fue el único con flaps sencillos. El arriostrado del ala se realizaba con un soporte en N fuertemente inclinado que unía las ala superior e inferior, asistido por un soporte simple que arriostraba el ala inferior con el larguero superior del fuselaje, excepto en la serie E, que reemplazaba el soporte simple por cables de tierra y de aire. Los elevadores y la cola estaban aerodinámicamente contrapesados y reforzados con cable de alambre. Ambos podían ser ajustados, el timón a través de una pestaña ajustable en tierra, los elevadores a través de un elevador mecánico en los OC, UC y QC, mientras que los GC, E y N usaban una pestaña de ajustado simple en el elevador de babor (izquierdo). El tren de aterrizaje principal era amortiguado mediante amortiguadores oleoneumáticos, y se equipó con una rueda de cola de bastidor a todas las versiones excepto el modelo VN, que tenía una rueda de morro. 

### Aclaración de designaciones
Waco había estado fabricando una serie de exitosos biplanos de cabina, cuando en 1935 introdujo una nueva serie de sesquiplanos de cabina destinados a hombres o empresas solventes. Los biplanos originales habían sido designados acabando en C, sin embargo con la llegada de su nuevo Custom Cabin, Waco decidió diferenciar el nuevo diseño y los modelos C existentes que quedaban en producción fueron redenominados como C-S para indicar Standard Cabin, hasta que Waco cambió su designación de nuevo en 1936 a solo una S. Por ejemplo, el Standard Cabin YKC de 1934 fue redesignado como YKC-S en 1935, y como YKS-6 en 1936. También en 1936 se adoptó un sufijo numérico para indicar el año del modelo del diseño, como “-6” para 1936, “-7” para 1937, etcétera. Ya que se refería a un modelo y no al año de producción, el “-7” fue llevado en 1939 por algunos Custom Cabin, mientras que otros fueron designados “-8". En 1936, Waco comenzó a usar una forma corta para referirse a los modelos de aviones sin los identificadores de motor y modelo, resultando en el C-6, C-7 y C-8. Sin embargo, aunque Waco solo construyó un modelo de Custom Cabin cada uno de esos años, fueron denominados series QC-6, GC-7 y GC-8 respectivamente. 

## Historia operacional
La serie Custom Cabin, con sus prestaciones mejoradas, se volvió muy popular y muchos aparatos fueron comprados por pequeñas firmas de aviación comercial y de negocios no relacionados con la aviación. Se produjeron aproximadamente 300 Waco Custom Cabin de todos los modelos (excluyendo las series Waco E y N) entre 1935 y 1939. Algunos fueron empleados como transportes ejecutivos. Muchos sirvieron en las zonas remotas canadiense, donde eran operados normalmente sobre esquís en invierno y sobre flotadores EDO en verano. Muchos de estos Waco canadienses fueron ordenados y construidos como cargueros con puertas adicionales. En 1936, un EQC-6 operado por Speers Airways de Regina, Saskatchewan, se convirtió en la primera ambulancia aérea no militar operada por el Gobierno en Canadá.
Con el inicio de la Segunda Guerra Mundial, varios ejemplares fueron requisados en las Fuerzas Aéreas de muchas naciones aliadas, incluyendo las estadounidenses (USAAF y Armada), el Reino Unido, Sudáfrica, Australia y Nueva Zelanda. La mayoría fue usada como aviones utilitarios; sin embargo, un pequeño número fue operado por la Patrulla Aérea Civil de los Estados Unidos, realizando patrullas antisubmarinas a lo largo de las líneas de costa estadounidenses de marzo de 1942 a agosto de 1943, armados con bombas de 50 o 100 libras. Un único ZGC-7 requisado llamado Big Waco, número de serie de la RAF AX695, fue usado por el Grupo del Desierto de Largo Alcance (LRDG) británico, junto con un Standard Cabin YKC llamado Little Waco, para apoyar sus actividades detrás de las líneas del Eje. El Regimiento de Vuelo 19 de la Fuerza Aérea Finlandesa (Fuerza Aérea Voluntaria Sueca) usó un Waco ZQC-6 (OH-SLA) durante la Guerra de Invierno ruso-finlandesa en apoyo de las operaciones militares finlandesas. Numerosos aviones de la serie Custom Cabin de varios submodelos están actualmente registrados en los Estados Unidos, y muchos están en restauración. Todavía es un diseño popular entre los propietarios de aviones clásicos. 

## Variantes

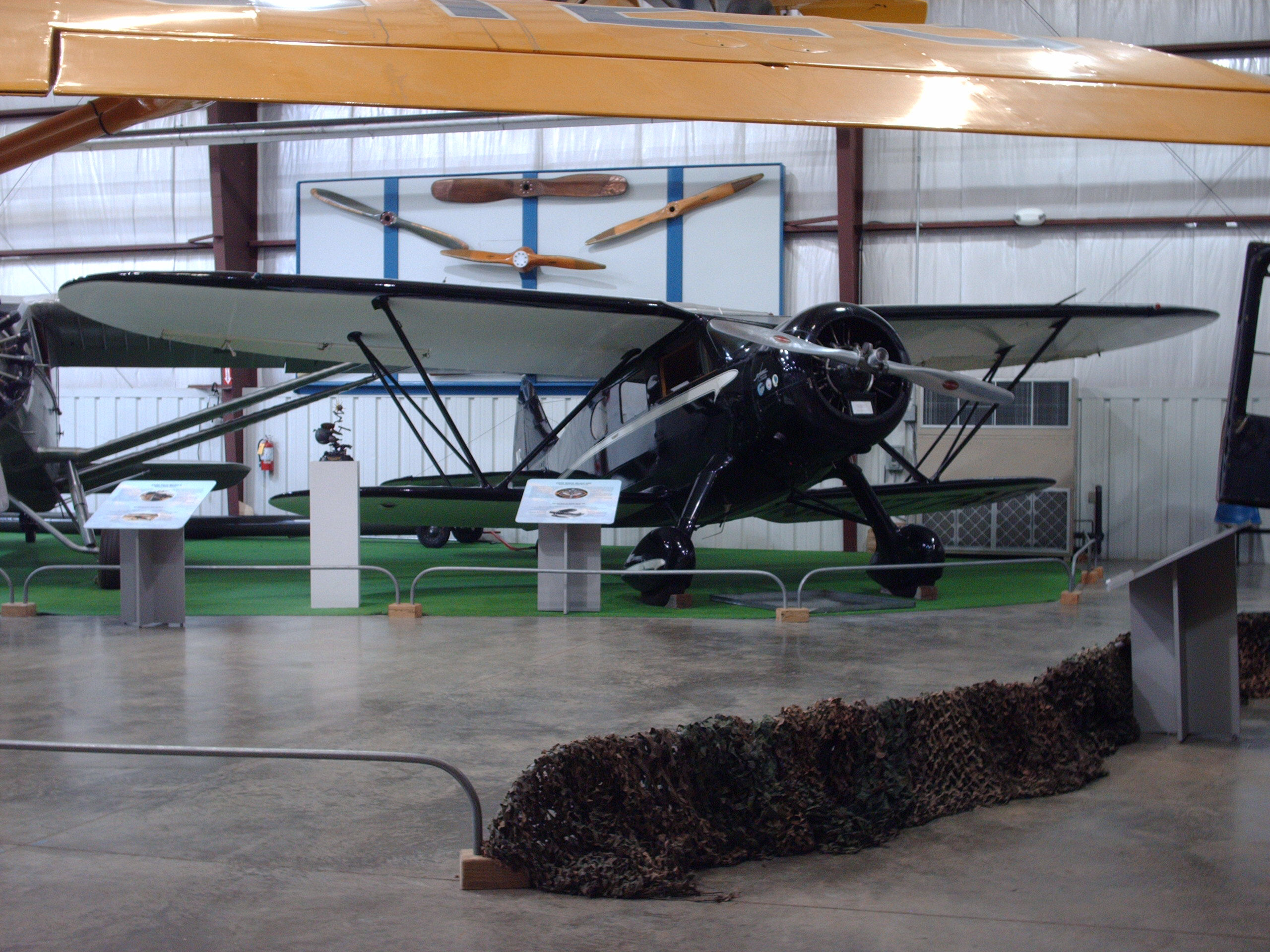
Waco YOC en el Virginia Aviation Museum. Este avión fue una vez propiedad del artista de Hollywood Walter Matthew Jefferies, que fue responsable del diseño de la nave Enterprise original.

La serie Waco Custom Cabin incluye todos los sesquiplanos de cabina alargada desde 1935 y puede ser dividido en 6 modelos básicos, OC, UC, QC, GC, RE y VN, con submodelos adicionales que difieren principalmente en la instalación motora (indicado por la primera letra de la designación o por un número bajo tras guion, por ejemplo -1, -2) o por el año del modelo (números de guion -6, -7, -8). Las letras no fueron usadas secuencialmente. Cada tipo básico se ofrecía con casi cualquier motor que el cliente deseara y las designaciones fueron creadas de acuerdo con esto; sin embargo algunos motores eran más populares que otros, resultando en que algunos modelos eran ofrecidos, pero nunca construidos. Debido a la gran variedad de motores ya ofrecidos, era relativamente fácil y común el cambio del motor instalado, resultando en una gran confusión en cuanto a la designación correcta a usar por un fuselaje específico. 
La serie RE estaba más refinada aerodinámicamente que los modelos anteriores, las alas estaban completamente revestidas de contrachapado, y en lugar de un abultado soporte de compresión soportando las cargas de sustentacion, un más convencional juego de cables de vuelo aerodinámicos completaba la estructura del ala. Tenía la más rápida velocidad de crucero de cualquiera de los modelos Waco de cabina, con una Vne de 435 km/h.  

### Serie OC de 1935 (+54 construidos)

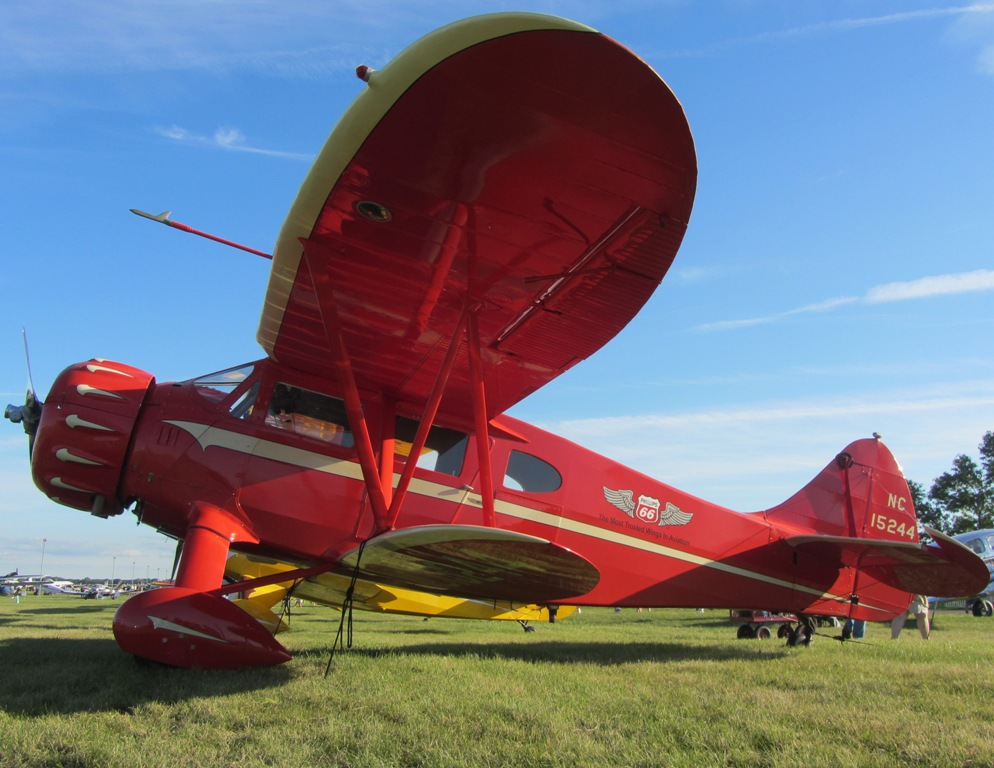
Waco YOC de 1935.

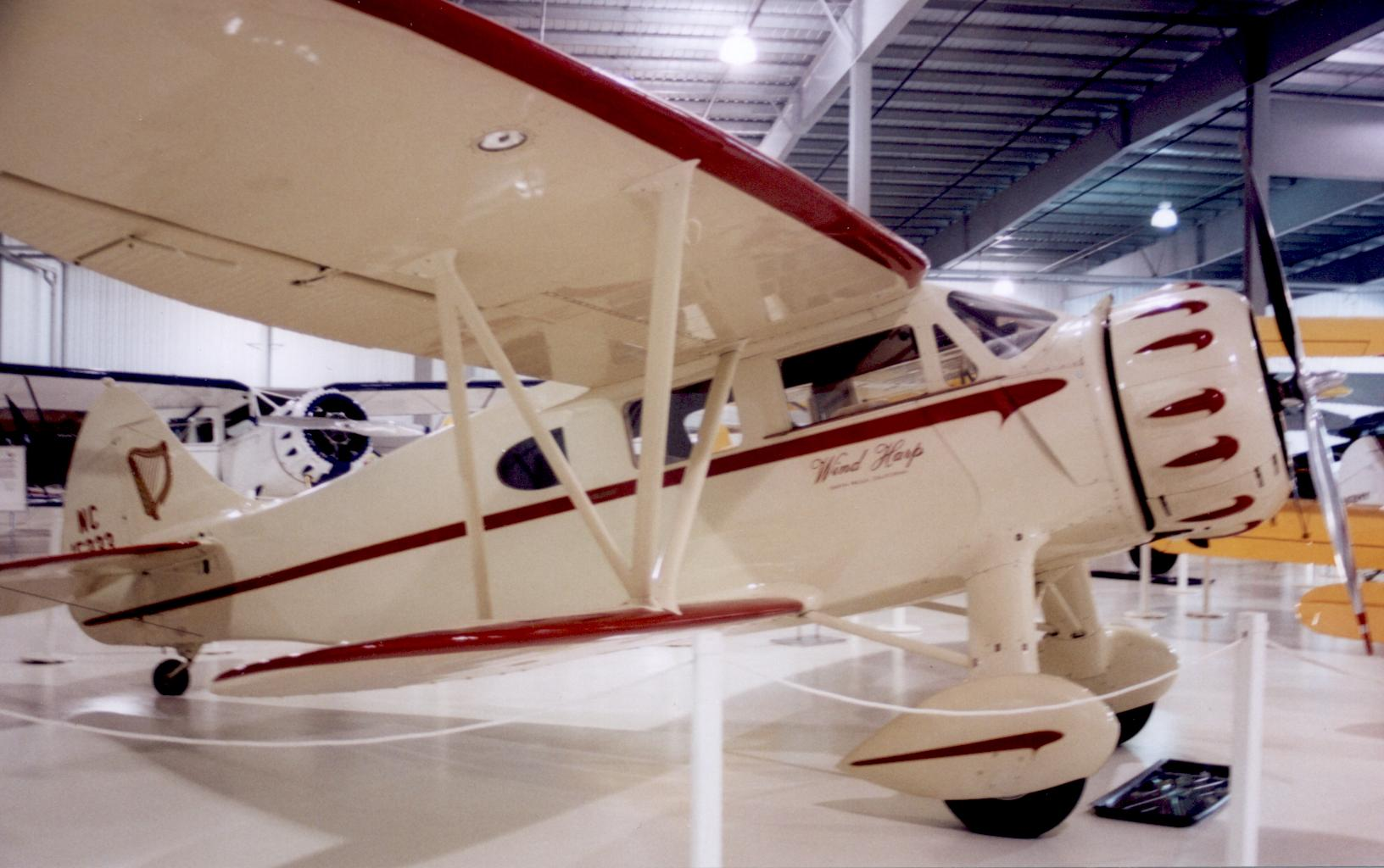
Waco CUC de 1935. Aeropuerto Anoka-Blaine cerca de Mineápolis, junio de 2006.

UOC
 Motor Continental R-670-A de 157 kW (210 hp) o Continental R-670-B de 168 kW (225 hp), 4 construidos.
YOC
 Motor Jacobs L-4 de 168 kW (225 hp). +50 YOC e YOC-1 construidos. Fabricados como UOC y remotorizados.
YOC-1
 Motor Jacobs L-5 de 213 kW (285 hp). Construido como UOC y remotorizados. Uno requisado por las USAAF como UC-72N.

### Serie UC de 1935 (+30 construidos)

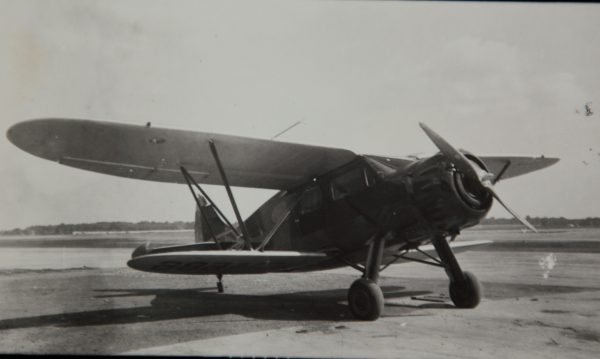
Un Waco ZQC-6.

CUC
 Motor Wright R-760-E de 186 kW (250 hp). +30 construidos de todos los modelos CUC.
 CUC-1
 Motor Wright R-760-E1 de 213 kW (285 hp). Construidos como CUC y remotorizados. Uno requisado por las USAAF como UC-72F.
 CUC-2
 Motor Wright R-760-E2 de 239 kW (320 hp). Construidos como CUC y remotorizados.

### Serie QC de 1936 (C-6) (120 construidos)
AQC-6
 Motor Jacobs L-6 de 246 kW (330 hp). Siete construidos. Uno requisado por las USAAF como UC-72G.
 AQC-6 Freighter
 Al menos dos aviones ordenados a través de Fleet Aircraft y construidos para su uso en Canadá con puertas de carga adicionales en ambos lados del fuselaje y equipado con flotadores. Mismo motor que el AQC-6 estándar. Pueden haber sido modificados aviones adicionales.
CQC-6
 Motor Wright R-760-E de 186 kW (250 hp). Ninguno construido.
DQC-6
 Motor Wright R-760-E1 de 213 kW (285 hp). 11 construidos.
 EQC-6
 Motor Wright R-760-E2 de 239 kW (320 hp). 20 construidos. La Guardia Costera estadounidense usó tres aparatos como J2W-1.
 SQC-6
 Motor Pratt & Whitney Wasp Jr. de 224 kW (300 hp). Ninguno construido.
 UQC-6
 Continental R-670 de 157 kW (210 hp) o Continental W-670-K de 168 kW (225 hp) o Continental W-670-6 de 164 kW (220 hp). Ninguno construido.
 VQC-6
 Motor Continental W-670-M1 de 186 kW (250 hp). Uno construido.
 YQC-6
 Motor Jacobs L-4 de 168 kW (225 hp). 13 construidos. Un ejemplar ex RAAF remotorizado con motor lineal de Havilland Gipsy 6 de 149 kW (200 hp).
 ZQC-6
 Motor Jacobs L-5 de 213 kW (285 hp). 68 construidos. Uno requisado por las USAAF como UC-72Q y cinco como UC-72H, Tp-8a de la Fuerza Aérea Sueca.
 ZQC-6 Freighter
 Al menos 8 aviones ordenados a través de Fleet Aircraft y construidos para su uso en Canadá con puertas de carga adicionales en ambos lados del fuselaje y equipado con flotadores. Mismo motor que el ZQC-6 estándar. Pueden haber sido modificados aviones adicionales.

### Serie GC de 1937-38 (C-7 y C-8) (+96 construidos)

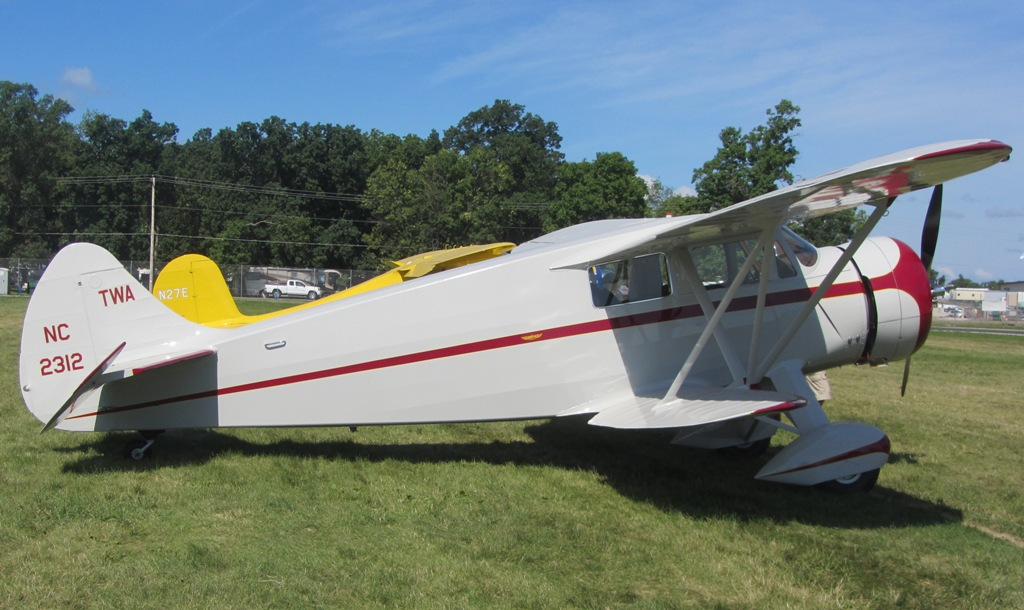
Waco AGC-8.

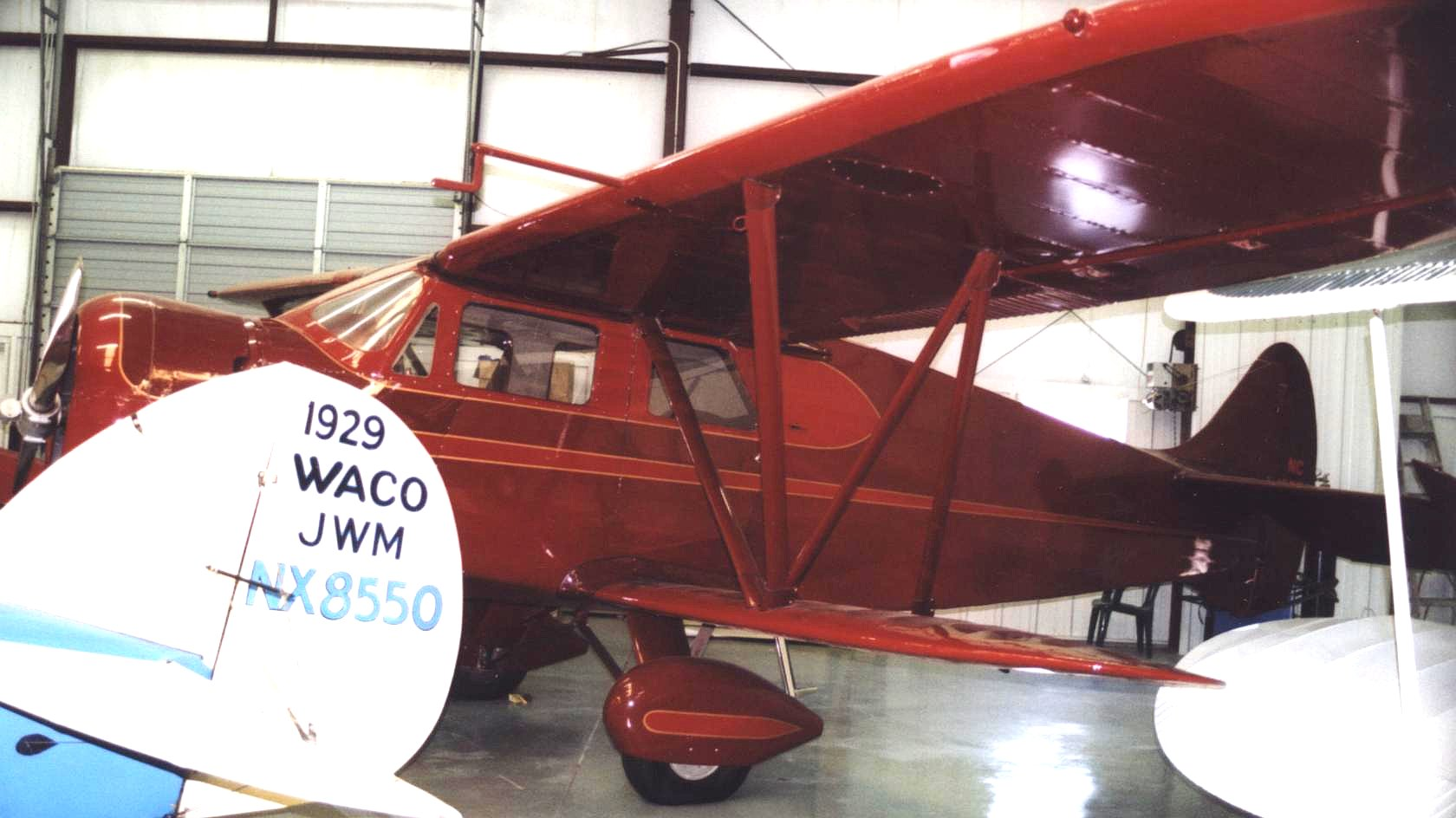
Waco AVN-8 en el Historic Aircraft Restoration Museum.

AGC-8
 Motor Jacobs L-6 de 224 kW (300 hp). 17 construidos, dos modificados a EGC-8. Dos requisados por las USAAF como UC-72P.
 DGC-7
 Motor Wright R-760-E1 de 213 kW (285 hp). Dos construidos.
 EGC-7
 Motor Wright R-760-E2 de 239 kW (320 hp). 38 construidos.
 EGC-8
 Igual que el EGC-7 para 1938. Siete construidos, más dos modificados desde AGC-8, y uno usado para probar el Menasco C-6S-4 de 194 kW (260 hp) para el MGC-8.
 MGC-8
 Motor en línea Menasco Buccaneer. Uno modificado, número de construidos desconocido.
 UGC-7
 Motor Continental R-670 de 157 kW (210 hp). Ninguno construido.
 VGC-7
 Motor Continental W-670-M1 de 186 kW (250 hp). Ninguno construido.
 YGC-7
 Motor Jacobs L-4 de 168 kW (225 hp). Ninguno construido.
 YGC-8
Motor Jacobs L-4 de 168 kW (225 hp). Flaps de borde de fuga. Ninguno construido.
 ZGC-7
 Motor Jacobs L-5 de 224 kW (300 hp). 28 construidos. Cuatro requisados por las USAAF como UC-72E.
 ZGC-8
 Igual que el ZGC-7 para 1938, cuatro construidos.

### Serie VN de 1938 (N-8) (alrededor de 20 construidos)

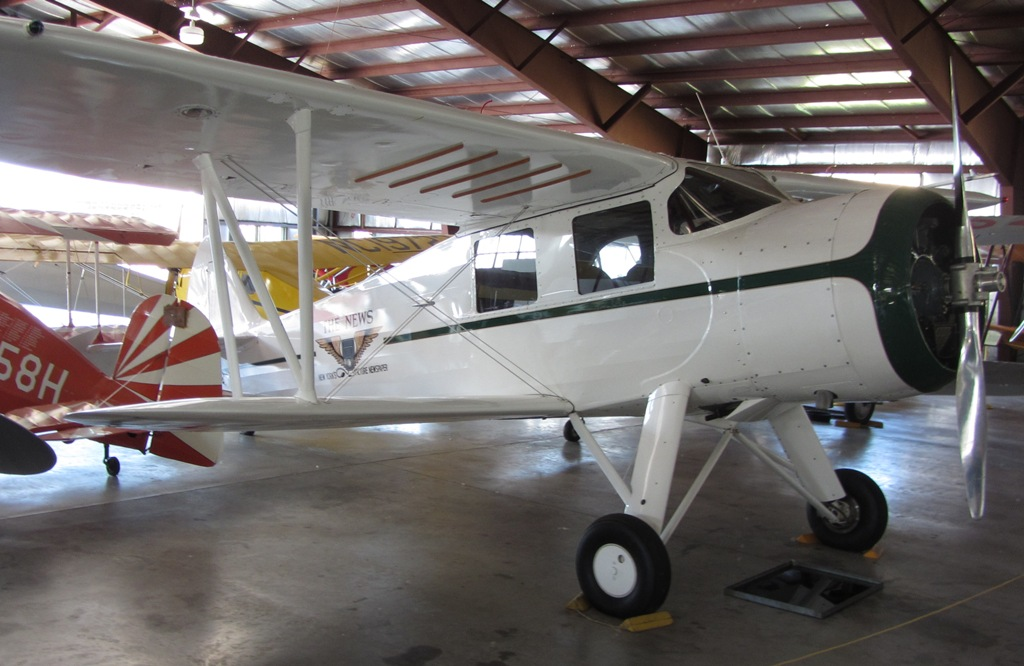
Waco ARE del EAA AirVenture Museum originalmente modificado para el New York Daily News para la fotografía aérea, con ventanas agrandadas.

AVN-8
 Motor Jacobs L-6 de 246 kW (330 hp).
 ZVN-8
 Motor Jacobs L-5 de 213 kW (285 hp).

### Serie RE de 1939 (30 construidos)
ARE Aristocrat
 Jacobs L-6 de 246 kW (330 hp), cuatro construidos, uno requisado por las USAAF como UC-72A.
 HRE Aristocrat
 Lycoming R-680-E3 de 224 kW (300 hp), cinco construidos, dos requisados por las USAAF como UC-72C.
 SRE Aristocrat
 Pratt & Whitney Wasp Jr. SB-2/-3 de 336 kW (450 hp), 21 construidos, 13 requisados por las USAAF como UC-72.
 WRE Aristocrat
 Wright R-975 de 336 kW (450 hp), ninguno construido.

### Designaciones militares
A-54
 Designación de la Real Fuerza Aérea australiana para YQC-6 requisados.
Tp-8a
 Designación de la Fuerza Aérea Sueca para el ZQC-6. Tp-8 fue una designación genérica para todos los Waco.
J2W
 Designación de la Guardia Costera estadounidense para 3 EQC-6 comprados a Waco. Aviones adicionales requisados por la Armada estadounidense se quedaron sin designación.
UC-72/C-72
 Designación de las Fuerzas Aéreas del Ejército de los Estados Unidos para los Waco de la serie Custom Cabin requisados.
UC-72B
 Cuatro EGC-8 requisados.
 UC-72E
 Cuatro ZGC-7 requisados.
 UC-72P
 Dos AGC-8 requisados.
 UC-72Q
 Un ZQC-6 requisado.
 UC-72G
 Un AQC-6 requisado.
 UC-72H
 Cinco ZQC-6 requisados.
 UC-72F
 Un CUC-1 requisado.

## Operadores

### Civiles
Los Waco fueron usados en pequeñas cantidades por un gran número de operadores individuales en muchos países.

### Militares
La mayoría de los operadores utilizaron solo un avión, o un pequeño número.
 Argentina
- Armada Argentina: EQC-6 y UOC[9]

 Australia
- Real Fuerza Aérea Australiana: YQC-6 requisados

 Brasil
- Exército Brasileiro: 30 EGC-7[10]

 Canadá
- Real Fuerza Aérea Canadiense: AQC-6 requisados[11]
- Departamento de Defensa Nacional (Canadá): compró dos ZQC-6[12]

 Estados Unidos
- Guardia Costera de Estados Unidos: tres EQC-6
- Armada de los Estados Unidos
- Fuerzas Aéreas del Ejército de los Estados Unidos: 18 aparatos requisados de varios modelos

 Finlandia
- Fuerza Aérea Finlandesa: ZQC-6 requisados[13]

 Nueva Zelanda
- Real Fuerza Aérea de Nueva Zelanda: UOC requisados[14]

 Nicaragua
- Fuerza Aérea Nicaragüense: EGC-7[15]

 Países Bajos
- Real Fuerza Aérea de los Países Bajos: EGC-7 posiblemente requisados[16]

 Reino Unido
- Real Fuerza Aérea Británica: ZVN-8 requisados[17] y ZGC-7[7]

 Sudáfrica
- Fuerza Aérea Sudafricana: requisó como mínimo diez Waco de diferentes modelos (CUC y YOC)

 Suecia
- Fuerza Aérea Sueca: ZQC-6

## Especificaciones (ZQC-6)
Referencia datos: Juptner, U.S. Civil Aircraft Series, Vol. 6

### Características generales
- Tripulación: Uno (piloto)
- Capacidad: Cuatro pasajeros
- Longitud: 8,13 m
- Envergadura: 10,67 m (superior), 7,47 m (inferior)
- Altura: 2,64 m
- Superficie alar: 22,7 m²
- Perfil alar: Clark Y
- Peso vacío: 918 kg
- Peso cargado: 1588 kg
- Planta motriz: 1× motor radial de siete cilindros refrigerado por aire Jacobs L-5.
  - Potencia: 213 kW (285 hp)
- Hélices: bipala

### Rendimiento
- Velocidad máxima operativa (Vno): 267 km/h
- Velocidad crucero (Vc): 241 km/h
- Techo de vuelo: 5200 m (17 000 pies)

### Desarrollos relacionados
- Waco Standard Cabin
- Waco S
- Waco F

### Aeronaves similares
- Avro Club Cadet
- Avro 641 Commodore
- Beechcraft Modelo 17 Staggerwing
- Bristol Type 110A
- Brown-Young BY-1
- Canadian Vickers Vanessa
- Cunningham-Hall PT-6
- Stinson SB-1 Detroiter

### Secuencias de designación
- Secuencia Alfabética (interna de Waco): A - C - E - F - G →
- Secuencia C- (Aviones de Carga del USAAS/USAAC/USAAF/USAF (1925-62)): ← C-69 - C-70/A/B/C/D - C-71 - C-72 - C-73 - C-74 - C-75 →
- Secuencia J_W (Aviones Utilitarios de la Armada estadounidense, 1928-1955 (Waco, 1934-1945)): JW - J2W
- Secuencia Trp _ (Aviones de transporte de la Fuerza Aérea Sueca, pre-1940): ← Tp 5 - Tp 6 -Tp 7 - Tp 8/8A - Tp 9 - Tp 10 - Tp 16 →

### Listas relacionadas
- Anexo:Aeronaves militares de los Estados Unidos (navales)